# Tuberculacanthocinus baloghi
Tuberculacanthocinus baloghi là một loài bọ cánh cứng trong họ Cerambycidae.